# Summerred
Summerred ist ein Sommerapfel.
Die Sorte entstand in den 1960er Jahren in Kanada als Sämling der Sorte Summerland.
Sie spielt wirtschaftlich heute keine Rolle mehr, kommt aber häufig als Zwischenveredelung bei starkwachsenden oder für Kragenfäule anfällige Sorten zum Einsatz.

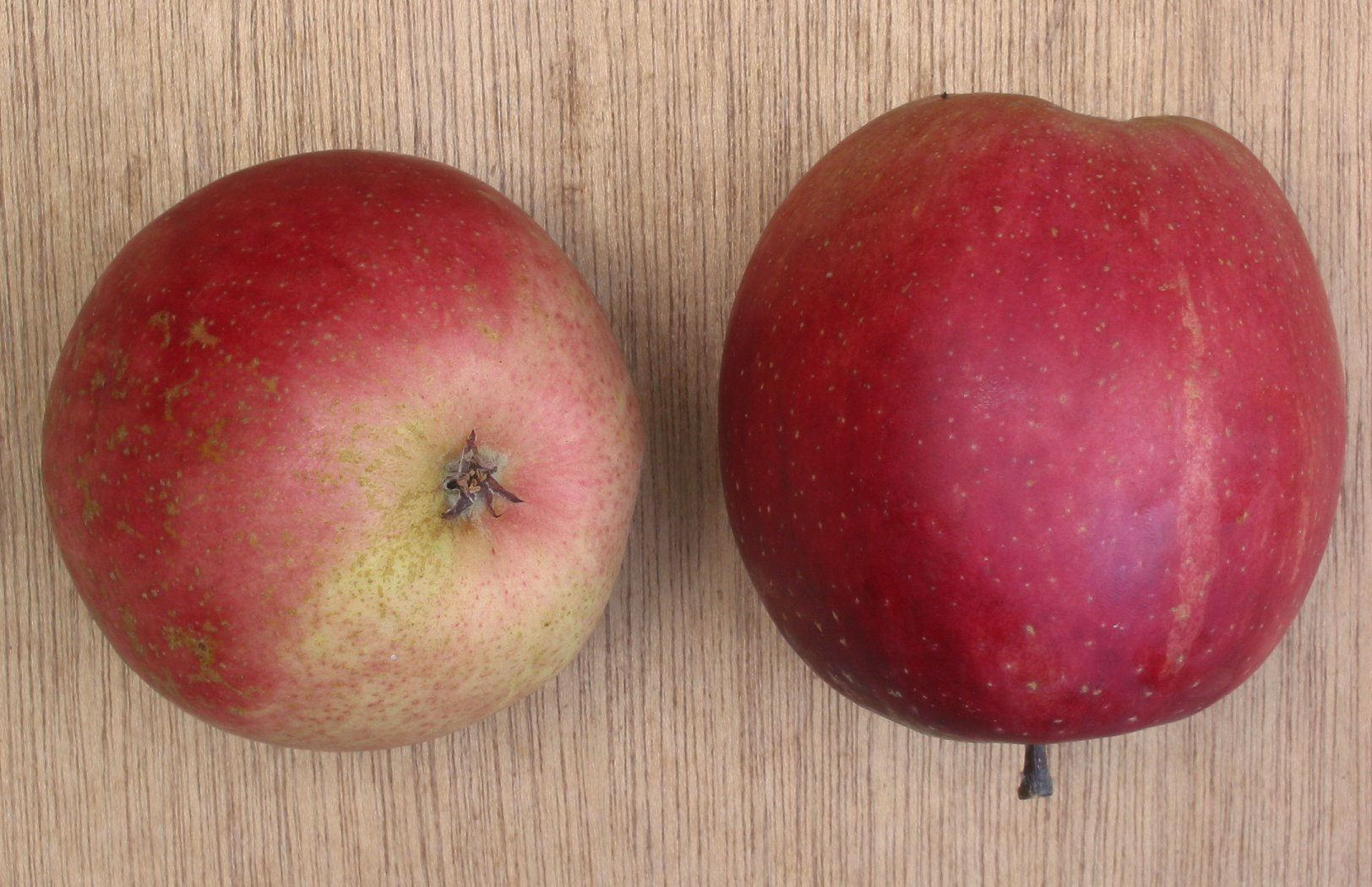
Summerred

## Frucht
Die hochgebauten, dunkelroten bis braunroten Früchte sind mittelgroß und reifen im August. Sie besitzen deutlich sichtbare Schalenpunkte. Das Fruchtfleisch ist fest und sehr saftig und besitzt einen leicht säuerlichen Geschmack. Die Früchte neigen jedoch bei unregelmäßiger Wasserzufuhr zum Aufplatzen.

## Baum
Der Baum hat einen kräftigen Wuchs und verzweigt sehr gut. Er ist anfällig für Feuerbrand, Mehltau, Apfelschorf und Obstbaumkrebs und daher für den Streuobstanbau völlig ungeeignet. Ebenso neigt die Sorte infolge zu starken Behanges zu Alternanz.